# Сельское поселение «Урюмское» (Забайкальский край)
Се́льское поселе́ние «Урюмское» — муниципальное образование в Чернышевском районе Забайкальского края Российской Федерации.
Административный центр — посёлок железнодорожной станции Урюм.

## История
Статус и границы сельского поселения установлены Законом Читинской области от 19 мая 2004 года «Об установлении границ, наименований вновь образованных муниципальных образований и наделении их статусом сельского, городского поселения в Читинской области».

## Население
| 2010 | 2011 | 2012 | 2013 | 2014 | 2015 | 2016 |
| ---- | ---- | ---- | ---- | ---- | ---- | ---- |
| 850  | ↘845 | ↗848 | ↘835 | ↘825 | ↘813 | ↘798 |
| 2017 | 2018 | 2019 | 2020 | 2021 |      |      |
| ↗803 | ↘796 | ↘790 | ↘786 | ↘693 |      |      |

## Состав сельского поселения
| № | Населённый пункт | Тип населённого пункта                                  | Население |
| - | ---------------- | ------------------------------------------------------- | --------- |
| 1 | Ульякан          | железнодорожная станция                                 | ↘262      |
| 2 | Урюм             | посёлок железнодорожной станции, административный центр | ↘513      |